# Tolidopalpus sakaii
Tolidopalpus sakaii là một loài bọ cánh cứng trong họ Mordellidae. Loài này được Shiyake miêu tả khoa học năm 1997.